# Dwergspechten
Dwergspechten (Picumninae en Sasiinae) vormen twee onderfamilies binnen de orde van de spechtvogels en de familie van de spechten. In tegenstelling tot de echte spechten steunen dwergspechten niet met hun staart(pennen) tegen de stam, daarvoor zijn hun staartveren niet stevig genoeg. Bovendien maken ze zelf geen holen zoals de echte spechten, want hun snavel is daarvoor te zwak. Ze lijken qua gedrag daarom meer op boomklevers. Zoals de naam al aangeeft zijn dwergspechten gemiddeld ook kleiner dan de echte spechten, hun lengte ligt rond de 10 cm. 
Met uitzondering van de Aziatische dwergspecht komen alle soorten uit de onderfamilie Picumninae (het geslacht Picumnus) voor in Midden- en Zuid-Amerika. De drie soorten uit de onderfamilie Sasiinae komen voor in Azië (geslacht Sasia) en Afrika (geslacht Verreauxia).

## Onderfamilie Picumninae
- Geslacht Picumnus (25 soorten dwergspechten)

## Onderfamilie Sasiinae
- Geslacht Sasia (2 soorten dwergspechten)
- Geslacht Verreauxia (1 soort: Afrikaanse dwergspecht)